# Stejarul din Borzești (film)
Stejarul din Borzești este un film românesc din 1985 regizat de Mihai Șurubaru.